# King Protector
Pour plus de détails, voir Fiche technique et Distribution.
King Protector (hangeul : 쌍화점 ; hanja : 霜花店 ; RR : Ssanghwajeom ; MR : ssanghwajŏm ; litt. « Le magasin de fleurs de givre ») est un film sud-coréen réalisé par Yoo Ha et sorti en 2008.
Il s'agit d'une version restaurée à partir de l'histoire vraie du roi Kongmin (1330–1374), dissimulée dans l'histoire de la dynastie Goryeo, s'inspirant de la chanson folklorique 쌍화점, d'où le titre original,, sauf qu'elle ne respecte par les faits historiques, concernant son bisexualité présumée.

## Synopsis
Le monarque de Goryeo est marié à une princesse de la dynastie Yuan. Il est sage, stratège et respecté ; elle est belle, douce et humble. Cette union rêvée s'avère pourtant désastreuse. Le couple est incapable de consommer leur union et d'avoir un héritier, laissant le royaume dans l'incertitude.
En secret, le cœur comme le corps du souverain appartiennent à un autre : le chef de garde Hong-rim, son confident et amant.
Face aux pressions politiques, le roi intime à son compagnon de concevoir un héritier avec son épouse. Ulcéré, Hong-rim s'insurge dans un premier temps mais, soumis à l'autorité, se résout à obéir.
Contre toute attente, le jeune chef de garde et la reine nouent une relation toujours plus intime. Bien au-delà du devoir, une passion amoureuse ne tarde pas à s'épanouir dans la clandestinité. Ce qui devait être un simple contrat, une manœuvre pour assurer l'avenir du trône, est biaisé par le désir et les sentiments.
Cette symbiose des amants, à la fois charnelle et amoureuse, finit par éveiller la jalousie du roi. Leur liaison précipite le sort de Hong-rim et la chute d'une dynastie…

## Fiche technique
Sauf indication contraire ou complémentaire, les informations mentionnées dans cette section peuvent être confirmées par la base de données KMDb
- Titre original : 쌍화점
- Titre anglophone : A Frozen Flower
- Titre français : King Protector
- Réalisation et scénario : Yoo Ha
- Musique : Kim Jun-seok
- Décors : Kim Ki-cheol
- Costumes : Jeong Jeong-eun
- Photographie : Choi Hyun-ki
- Son : Choi Tae Young
- Montage : Park Gok-ji
- Production : Lee Tae-heon
  - Production exécutive : Shin Kyung-ho
- Sociétés de production : Film Poeta[2] et Opus Pictures
- Société de distribution : Showbox
- Budget : 7,5-7,6 milliards ₩[5],[6]
- Pays de production :  Corée du Sud
- langue originale : coréen
- Genre : drame, historique, romance
- Durée : 133 minutes
- Dates de sortie :
  - Corée du Sud : 30 décembre 2008
  - Québec : 9 août 2009[7]
  - France : 8 août 2012 (DVD)
- Classification :
  - Corée du Sud : 18+ (ne convient pas aux jeunes)
  - Québec : 16+ (violence, érotisme)[7]

## Distribution
- Jo In-sung : Hong-rim, chef de garde[2]
  - Yeo Jin-goo : Hong-rim, jeune
- Ju Jin-mo : le roi Goryeo[2]
  - Lee Poong-woon : Kongmin, jeune
- Song Ji-hyo : la reine Goryeo, d'origine Yuan[8]
- Shim Ji-ho (en) : Seung-ki, second commandant[9]
  - Baek Seung-ho : Seung-ki, jeune
- Lim Ju-hwan (en) : Han-baek, un des hommes du roi
  - Seo Young-joo : Han-baek, jeune
- Song Joong-ki : No-tak, un des hommes du roi
- Yeo Wook-hwan (ko) : Im-bo, un des hommes du roi
- Jang Ji-won : Bo-deok, un des hommes du roi
- Kim Choon-ki : Eunuch Hwang
- Lee Jong-goo (ko) : Tae-sa
- Kwon Tae-won (ko) : Jo Il-moon
- Do Yong-gu (ko) : Ki Won-hong
- Ko In-beom (ko) : Yeon Ki-mok
- Ham Gun-soo : Won, serviteur du roi
- Noh Min-woo : Min-woo
- Do Ye-sung (ko) : Choi Kwan
- Park Jong-soo : Eunuch Shin

## Production

### Développement
Début décembre 2007, le réalisateur Yoo Ha est annoncé en train de préparer le film historique, provisionnement intitulé 쌍화점, qui s'inspire de la chanson folklorique éponyme dépeignant les liaisons dangereuses et la trahison autour du roi de Goryeo et de son garde du corps à la fin de la dynastie Goryeo, sous l'empire mongol des Yuan.
Le titre original 쌍화점 vient d'une chanson folklorique de l'ère Goryeo, Ssanghwajeom, qui raconte l'histoire d'un magasin de mandu (ssanghwa signifiant « boulettes », et jeom signifiant « magasin ») tenu par un étranger, probablement d'origine centrasiatique,. En revanche, comme l'explique le réalisateur dans un entretien, s'il l'on traduit des caractères chinois pour ssanghwa, cela donne sang (霜) pour « givre » et hwa (花) pour « fleur » : « Fleur de givre », d'où le titre anglophone.

« J'ai lu la chanson 쌍화점 (Ssanghwajeom) dans le livre 고려가요 중 하나 (Golyeogayo jung hana, litt. « Les chansons de Goryeo ») et j'ai réfléchi au récit qui est transformé en histoire de ce film. (…) C'est une histoire d'amour entre un homme et une femme. (…) j'ai découvert que la chanson était chantée par le roi lui-même dans le palais. C’était choquant, du fait que le roi chante une chanson avec des paroles aussi obscènes. J'ai alors tenté d'utiliser le code homosexuel comme une enveloppe pour faire ressortir des émotions universelles et, par là, susciter l'empathie des spectateurs. »

— Yoo Ha
Il est produit par la société Opus Pictures,, dont le budget est compris entre 7,5 et 7,6 milliards wons.

### Attribution des rôles
Début décembre 2007, Ju Jin-mo et Jo In-sung sont révélés dans les rôles du roi de Goryeo et de Hong-rim, chef des gardes du corps, se vouant à l'homosexualité.
Mi-janvier 2008, selon la société Opus Pictures, Song Ji-hyo se joint aux acteurs pour former un triangle amoureux, endossant les costumes de la reine Goryeo, originaire de Yuan. Le réalisateur explique ce choix : « J'ai choisi Song Ji Hyo parce que j'avais pensé qu'elle a une beauté naturelle, un masque oriental exotique et une provocation extraordinaire inhérente à sa beauté simple, ce qui faisait d'elle une candidate idéale pour incarner la reine. ». Fin avril, Shim Ji-ho est annoncé dans le rôle de Seung-ki, second commandant, jaloux de Hong-rim favorisé par le roi.

### Tournage
Le tournage débute le 12 avril 2008 au studio J1, qui vient à peine d'ouvrir ses portes à Jeonju (Jeolla du Nord),, pour une durée de quatre mois. Il a lieu, entre autres, à Buan (Jeolla du Nord) pour le parc sur le thème du cinéma (부안영상테마파크) de mai à août et à Daejeon (Chungcheong du Sud) au début de juillet pour le Daejeon Film Studio (대전영화촬영스튜디오).
Il s'achève début octobre suivant.

## Accueil

### Sorties
La sortie du film est confirmée le 30 décembre 2008 en Corée du Sud.
Au Québec, il sort le 9 août 2009.
En France, Elephant Films le distribue en DVD, le 8 août 2012.

### Controverse
L'intrigue s'inspire en partie de faits véridiques. En 1372, après la mort de son épouse mongole Noguk, le roi Kongmin se serait consacré aux relations homosexuelles, notamment avec ses gardes du corps. L'un de ses amants aurait lui-même entretenu une liaison avec la nouvelle femme de Kongmin, Han Ik-Bi. Pour taire le scandale, Kongmin aurait fait mettre à mort son garde du corps. Cet assassinat aurait eu pour conséquence la révolte de la garde et le meurtre du souverain. Certains historiens contredisent ce récit, affirmant que Kongmin a été calomnié pour justifier la fondation de la dynastie Joseon.

## Distinctions

### Récompenses
- Baeksang Arts Awards 2009[23] : meilleur acteur pour Ju Jin-mo
- Grand Bell Awards 2009[23] :
  - Meilleurs décors pour Kim Gi-cheol
  - Meilleure musique pour Kim Jun-seok
- Fantasporto 2010[23] : prix du jury

### Nominations
- Baeksang Arts Awards 2009[23] :
  - Meilleur film
  - Actrice la plus populaire pour Song Ji-hyo
- Grand Bell Awards 2009[23] :
  - Meilleures lumières pour Yoon Ji-won
  - Meilleurs costumes pour Lee Hye-soon et Jeong Jeong-eun